# 5e conseil des ministres de la Saskatchewan
4e conseil des ministres 6e conseil des ministres
Le 5e conseil des ministres de la Saskatchewan (en anglais : 5th Saskatchewan Ministry) est le gouvernement de la Saskatchewan de 1929 à 1934.

## Gouvernement

### Composition initiale (9 septembre 1929)
| Fonction | Titulaire | Titulaire                    | Parti        |
| --- | --------- | ---------------------------- | ------------ |
| Président du conseil exécutif Ministre de l'Éducation Ministre des Ressources Naturelles (à partir du 05/06/1930; jusqu'au 29/04/1933 puis à partir du 31/05/1933) Ministre des Chemins de fer |           | James Thomas Milton Anderson | Conservateur |
| Procureur général Trésorier provincial (à partir du 02/11/1931) |           | Murdoch Alexander MacPherson | Conservateur |
| Ministre de l'Agriculture |           | Walter Clutterbuck Buckle    | Conservateur |
| Ministre des Routes |           | Alan Carl Stewart            | Indépendant  |
| Ministre des Affaires municipales Trésorier provincial (jusqu'au 02/11/1931) |           | Howard McConnell             | Conservateur |
| Secrétaire Provincial Ministre des Chemins de fer, du Travail et des Industries |           | John Alexander Merkley       | Conservateur |
| Ministre de la Santé publique |           | Frederick Dennis Munroe      | Conservateur |
| Ministre des Travaux publics Ministre des Téléphones et Télégraphes |           | James Fraser Bryant          | Conservateur |
| Ministre des Ressources Naturelles (à partir du 29/04/1933; jusqu'au 31/05/1933) |           | Charles McIntosh             | Libéral      |
| Ministre sans portefeuille |           | Reginald Stipe               | Progressiste |
| Ministre sans portefeuille |           | William Wensley Smith        | Conservateur |